# Nélio Domingos Zortea
Nélio Domingos Zortea (Iraí, 1 de dezembro de 1963) é um sacerdote católico brasileiro, atual bispo de Cruz Alta, Rio Grande do Sul.

## Biografia
Após os estudos elementares e secundários, cursou filosofia na Faculdade de Ciências Humanas Arnaldo Busatto, em Toledo, e Teologia no Centro de Teologia Interdiocesano de Cascavel, ambas no estado do Paraná. Fez também um curso de extensão universitária em Psicologia da Educação da Faculdade de Filosofia Nossa Senhora Imaculada Conceição, de Viamão.
Foi ordenado sacerdote em 12 de outubro de 1995. Na Arquidiocese de Cascavel atuou como assistente para a formação, no Seminário Menor São José (1994-1996); notário (1996-2000); juiz auditor da Câmara Eclesiástica (2000-2002); reitor e ecônomo do Seminário São José (1996-2003); assessor dos ministros extraordinários da Comunhão (1996-2003); pároco da Paróquia Nossa Senhora de Fátima (2003-2005); vigário geral (2004-2007); membro do Colégio dos Consultores, Conselho dos Párocos e ao Conselho dos Assuntos Econômicos (2004-2007); diretor do Centro de Teologia Interdiocesano de Cascavel (2004-2008).
A partir de 2005 ocupou o cargo de pároco da Catedral Nossa Senhora Aparecida, em Cascavel.
No dia 18 de novembro de 2015 foi nomeado Bispo pelo Papa Francisco, que o designou para a Diocese de Jataí, Goiás.
Em 30 de janeiro de 2016 foi sagrado bispo em Cascavel e no dia 13 de fevereiro tomou posse como o sexto bispo diocesano de Jataí.
Os bispos ordenantes foram Dom Lúcio Ignácio Baumgaertner, Arcebispo Emérito de Cascavel (Sagrante Principal), Dom José Antônio Peruzzo, Arcebispo de Curitiba, e Dom Mauro Aparecido dos Santos, Arcebispo de Cascavel.
Em 29 de março de 2023 foi nomeado Bispo de Cruz Alta, no Rio Grande do Sul.
Seu lema episcopal é Segretatus in Evangelium Dei, que significa "Escolhido para o Evangelho de Deus."